# Едгар (окръг, Илинойс)
Вижте пояснителната страница за други значения на Едгар.
Окръг Едгар (на английски: Edgar County) е окръг в щата Илинойс, Съединени американски щати. Площта му е 1616 km², а населението - 19 704 души (2000). Административен център е град Перис.